# Nanopsis
Nanopsis is een geslacht van uitgestorven kreeftachtigen uit de klasse van de Ostracoda (mosselkreeftjes).

## Soort
- Nanopsis nanella (Moberg & Segerberg, 1906) Henningsmoen, 1954 †